# Internationale Gesellschaft für Sondersprachenforschung
Die Internationale Gesellschaft für Sondersprachenforschung (IGS) ist eine unabhängige und überuniversitäre Vereinigung von Wissenschaftlerinnen und Wissenschaftlern aus verschiedenen europäischen und außereuropäischen Ländern und unterschiedlichen Wissenschaftsdisziplinen. Beteiligt sind unter anderem die Fachrichtungen Allgemeine Sprachwissenschaft, Germanistik, Dialektologie, Soziolinguistik, Hebraistik und Jiddistik, Neuindologie und Romani, Romanistik, Anglistik, Slawistik.

## Aufgaben
Die IGS ist das Netzwerk der wissenschaftlichen Forschungen auf dem Gebiet der Sonder- und Geheimsprachen. Sie verfolgt unter anderem das Ziel, Dokumentationen von historischen und vom Untergang bedrohten Geheimsprachen zu schaffen sowie wissenschaftliche Forschung und Lehre auf dem Gebiet zu beleben und zu koordinieren und den Austausch der daran beteiligten Wissenschaftsdisziplinen und Institutionen auf nationaler und internationaler Ebene zu intensivieren. Ein besonderes Anliegen der Gesellschaft ist die Förderung des wissenschaftlichen Nachwuchses.

## Gründung
Die IGS wurde am 8. April 2000 im Anschluss an das IV. Internationale Symposion Sondersprachenforschung in Münster gegründet, wo sie seitdem ihren Hauptsitz hat. Beweggrund für die Gründung war die Sicherung noch vorhandenen Wissens letzter noch lebender Sprecher und Gewährsleute der im Untergang begriffenen historischen Sonder- und Geheimsprachen im deutschen Sprachgebiet. Der drohende Verlust betraf dabei Sprachdaten und die mit den betreffenden Sondersprachen verbundenen sozial- und kulturhistorischen Besonderheiten der Sprechergemeinschaften, unter ihnen Sinti und Roma, Jenische und Juden.

## Forschungsschwerpunkte und Dokumentation
Die Gesellschaft erforscht unter anderem sondersprachliche Varianten der Jenischen, die Geheimsprachen von Händlern oder Soldaten und die sogenannten Rotwelsch-Dialekte in den deutschsprachigen Gebieten in Europa. Die aus den Sprecherbefragungen hervorgegangenen Tondokumente und schriftliche Quellen zu den jeweiligen Sondersprachen werden im Dokumentationszentrum der IGS aufbewahrt. Die Audiodokumente will man zur dauerhaften und ungefährdeten Bewahrung des mit den Dokumenten verbundenen sprachlichen und kulturellen Wissens 2025 in die Digitale Sammlung zur Sprachenvielfalt im Weltdokumentenerbe der UNESCO überführen.

## Internationale Symposien zur Sondersprachenforschung
Die Gesellschaft ist Organisatorin und Schirmherrin der seit 1995 veranstalteten Internationalen Symposien zur Sondersprachenforschung.
- V. Stuttgart. 27. bis 28. September 2001[7]
- VI. Neuharlingersiel. 23. bis 25. September 2005
- VII. Paderborn. 29. November bis 1. Dezember 2007[8]
- VIII. Frankfurt am Main. 5. bis 6. Oktober 2013
- IX. Siegen. 28. bis 29. November 2014
- X. Wangerland. 8. bis 10. April 2016
- XI. Siegen. 11. bis 12. September 2017
- XII. Berlin. 27. bis 29. September 2019
- XIII. Münster. 12. bis 14. Mai 2023.[9]

## Publikationen
Die Erträge der Internationalen Symposien sowie Monographien zu einzelnen Sonder- und Geheimsprachen werden in der Schriftenreihe Sondersprachenforschung veröffentlicht. Insgesamt sind bislang über einhundert Aufsätze und Monographien zu Sonder- und Geheimsprachen aus dem Netzwerk der IGS erschienen und wurden bibliographisch gelistet.
REIHE “SONDERSPRACHENFORSCHUNG” (ab 1996). Begründet und herausgegeben von Klaus Siewert in Verbindung mit Ben Fortson, Heinrich J. Dingeldein, Christoph Gutknecht, Stéphane Hardy, Sandra Herling, Robert Jütte, Yaron Matras, Rudolf Post, Thorsten Weiland und dem Deutschen Sprachatlas, Universität Marburg/Lahn. Harrassowitz Verlag Wiesbaden (Bdd. 1–11); Geheimsprachen Verlag Münster / Hamburg (Bdd. 12ff.); Helmut Buske Verlag / Hamburg (Bdd. 17ff.)
1. Rotwelsch-Dialekte. Symposion Münster. 10. bis 12. März 1995. Herausgegeben von Klaus Siewert, Wiesbaden 1996
2. Wolfram Windolph, Nerother Jenisch. Schriftliche Quellen und Glossar, Wiesbaden 1998
3. The Romani element in non-standard speech. Herausgegeben von Yaron Matras, Wiesbaden 1998
4. Aspekte und Ergebnisse der Sondersprachenforschung. Symposion Brüssel. 28. bis 31. Mai 1997. Herausgegeben von Klaus Siewert unter Mitarbeit von Thorsten Weiland, Wiesbaden 1999
5. Jutta Middelberg, Romanismen in deutschen Rotwelsch-Dialekten, Wiesbaden 2001
6. Georg Schuppener, Bibliographie zur Sondersprachenforschung, Wiesbaden 2002
7. Aspekte und Ergebnisse der Sondersprachenforschung II. III. und IV. Internationales Symposion 17. bis 19. März 1999 in Rothenberge / 6. bis 8. April 2000 in Münster. Herausgegeben von Klaus Siewert unter Mitarbeit von Christian Efing, Wiesbaden 2002
8. Klaus Siewert, Grundlagen und Methoden der Sondersprachenforschung. Mit einem Wörterbuch der Masematte aus Sprecherbefragungen und den schriftlichen Quellen, Wiesbaden 2003 (Habilitationsschrift Münster 1998)
9. Marlena Abel, Slawismen in deutschen Rotwelsch-Dialekten, Wiesbaden 2003
10. Christian Efing, Jenisch unter Schaustellern. Mit einem Glossar aus schriftlichen Quellen, Wiesbaden 2004
11. Christian Efing, Das Lützenhardter Jenisch. Studien zu einer deutschen Sondersprache, Wiesbaden 2005
12. Klaus Siewert, Humpisch. Eine Geheimsprache westfälischer Leinenhändler, Hamburg / Münster 2011
13. Jörg Bergemann, Das Schloßberger Jenisch. Studien zur Überlieferungslage und zum Wortschatz, Hamburg / Münster 2012
14. Geheimsprachen unter besonderer Berücksichtigung der Romania. Erträge des IX. Internationalen Symposions Sondersprachenforschung. Universität Siegen. 7 bis 8. November 2014. Hg. von Stéphane Hardy, Sandra Herling und Klaus Siewert, Hamburg / Münster 2015
15. Kontrollierte Kommunikation. Erträge des X. Internationalen Symposions Sondersprachenforschung. Wangerland. 8. bis 10. April 2016. Hg. von Stéphane Hardy, Sandra Herling und Klaus Siewert, Hamburg / Münster 2018
16. Namen im Geheimen. Erträge des XI. Internationalen Symposions Sondersprachenforschung. Universität Siegen. 11. bis 12. September 2017. Herausgegeben von Stéphane Hardy, Sandra Herling und Klaus Siewert. Hamburg / Münster 2019
17. Das Wörterbuch deutscher Geheimsprachen (WGH). Neue Möglichkeiten und Perspektiven der Forschung. Erträge des XIII. Internationalen Symposions Sondersprachenforschung. Münster 12. bis 14. Mai 2023 (in Vorbereitung).